# Вила д'Азоло (Тревизо)
Вила д'Азоло је насеље у Италији у округу Тревизо, региону Венето.
Према процени из 2011. у насељу је живело 1419 становника. Насеље се налази на надморској висини од 83 м.